# Baetis mirkae
Baetis mirkae is een haft uit de familie Baetidae. De wetenschappelijke naam van de soort is voor het eerst geldig gepubliceerd in 2008 door Soldán & Godunko.
De soort komt voor in het Palearctisch gebied.